# Piton Mont Conil
Piton Mont Conil är en bergstopp i Martinique. Den ligger i den nordvästra delen av Martinique, 28 km norr om huvudstaden Fort-de-France. Toppen på Piton Mont Conil är 897 meter över havet.